# Cossirano
Cossirano is een plaats (frazione) in de Italiaanse gemeente Trenzano.